# Јан Кохановски
Јан Кохановски (пољ. Jan Kochanowski; Шићна Полноцна, 1530  — Лублин, 22. август 1584) био је пољски песник из 16. века који се сматра оснивачем песништва на пољском језику. Кохановски уз то важи за највећег словенског песника из периода пре 19. века.
Дуго је студирао у Кенингзбергу и Падови, а на повратку је у Француској упознао Пјера де Ронсара. Од 1559. стално живи у Пољској. Радио је 15 година као секретар на двору краља Жигмунда II Августа.
Кохановски је био песник пољске ренесансе. Поред поезије на пољском, писао је и на латинском језику. Његово дело је у поезију на пољском језику увело класичне правилне форме. Поред многобројних песама, написао је драму „Мисија грчких изасланика“ (Odprawa posłów greckich). Посебно је вредан његов циклус од 19 елегија (Treny) написаних поводом смрти двогодишње кћери Урсуле.